# Federación de Fútbol de Sri Lanka
La Federación de Fútbol de Sri Lanka es el organismo rector del fútbol en Sri Lanka. Fue fundada en 1939, desde 1952 es miembro de la FIFA y desde 1969 de la AFC. Organiza el campeonato de Liga y de Copa de Sri Lanka, así como los partidos de la selección nacional en sus distintas categorías.